# Exposant (typographie)
Pour les articles homonymes, voir Exposant.
| AbCd                                        |
| ------------------------------------------- |
| Se lit « A exposant b » et « C exposant d » |

En typographie, on appelle exposant, ou lettre supérieure, toute notation typographique supérieure de moindre corps placée à droite d'un autre caractère (symétrique de l'indice).
Elle permet d'indiquer des appels de notes de bas de page, des opérations exposant en mathématiques, la charge électrique d'un ion en chimie, ou diverses abréviations (notamment les ordinaux).
- La typographie recommandée pour la mise en exposant, en particulier pour les symboles, par le Lexique des règles typographiques en usage à l'Imprimerie nationale ainsi que par le Système international d'unités est « n », exemples[1],[2],[3] : m2 et m3.
- En HTML, un texte en exposant est obtenu en le plaçant entre les balises <sup> et </sup>. Cependant, certains glyphes ont leur propre entité. Ainsi ¹, ² et ³ sont définies comme &sup1; &sup2; et &sup3; respectivement (ou &#185; &178; et &179; respectivement). Pour les glyphes ⁰ ⁱ ⁴ ⁵ ⁶ ⁷ ⁸ ⁹ ⁺ ⁻ ⁼ ⁽ ⁾ ⁿ, il n'y a pas d'entités nommées. Les entités numériques sont dans la plage &#8304; à &8319; en décimal (soit &#x2070; à &#x207f; en héxadécimal).
- Unicode définit les glyphes ¹ ² ³ par les points de code U+00B9, U+00B2, U+00B3 respectivement, voir la table des caractères Unicode/U0080 – commandes C1 et latin étendu. Les glyphes ⁰ ⁱ ⁴ ⁵ ⁶ ⁷ ⁸ ⁹ ⁺ ⁻ ⁼ ⁽ ⁾ ⁿ sont définies par des points de code dans la plage U+2070 à U+207f, voir la table des caractères Unicode/U2070 – Exposants et indices.
- En LaTeX, on utilisera un accent circonflexe ^ (exemple : <math>6^7</math> devient {\displaystyle 6^{7}}).
- En wikicode, il existe plusieurs modèles de mise en exposant : voir Catégorie:Modèle mettant en exposant, à adapter selon le contexte.

## Dans l’orthographe
En français, les lettres supérieures sont utilisés dans plusieurs abréviations :
- les abréviations de titre comme « docteur » ‹ Dr ›, « madame » ‹ Mme ›, « comte » ‹ Cte ›, « cardinal » ‹ Cal ›, etc. ;
- les abréviations d’adjectif numéral comme « premier » ‹ 1er ›, « premiers » ‹ 1ers ›, « première » ‹ 1e ›, « premières » ‹ 1es ›, « deuxième » ‹ 2e ›, « deuxièmes » ‹ 2es ›, « second » ‹ 2d ›, « seconde » ‹ 2de ›, « seconds » ‹ 2ds ›, « secondes » ‹ 2des ›, etc. ou parfois aussi dans des formes non recommandées par les guides typographiques comme ‹ 1ière ›, ‹ 2ème › ou ‹ 2ième ›, etc. ;

D’autres langues utilisent aussi les lettres supérieures dans plusieurs abréviations, notamment : 
- en allemand, parfois dans la notation d’heure avec les minutes en exposant, comme ‹ 1430 ›, plus souvent noté avec le point séparant les heures des minutes, comme ‹ 14.30 ›[4] ou ‹ 14:30 › ;
- en anglais, parfois dans les abréviations d’adjectif numéral ‹ 1st, 2nd, 3rd, 4th, ... ›, par exemple avec le formatage automatique dans Microsoft Word[5], cependant ceux-ci sont plus souvent écrits sans lettres supérieures ‹ 1st, 2nd, 3rd, 4th, ... › comme le recommande le Chicago manual of style, un guide de style américain de référence[6], ou comme présenté dans le Oxford guide to style[7] ;
- en asturien, dans les abréviations d’adjectif numéral ‹ 1u, 1a, ... › ;
- en breton, dans les abréviations d’adjectif numéral ‹ 1añ, 2l, 3de, 4re, 5vet, ... ›[8] ;
- en catalan, dans les abréviations d’adjectif numéral, le plus souvent écrits sans lettres supérieures ‹ 1r, 1a, 2n, 2a, ... › ou ‹ 1r., 1a., 2n., 2a., ... ›, pouvant aussi être écrits ‹ 1.r, 1.a, 2.n, 2.a, ... ›[9] ;
- en espagnol, dans les abréviations courantes comme le prénom Maria ‹ M.a ›, les titres señora ‹ Sr.a ›, directora ‹ Dir.a ›, profesora ‹ Prof.a ›, les noms communs número ‹ n.o › et son pluriel números ‹ n.os ›, ou compañía ‹ C.ía ›[10] ; pour les abréviations des adjectifs numeraux on n’utilise pas des lettres en exposant, mais les caractères spécifiques pour les indicateurs ordinaux : ‹ 1.º, 1.ª, 2.º, 2.ª, ... ›[11] ;
- en espéranto, parfois dans les abréviations d’adjectif numéral ‹ 1a, 2a, ... › ou parfois dans les abréviations courantes comme « Messieurs » ‹ Sro ›, « Mesdames et Messieurs » ‹ Gesroj ›, etc. ;
- en francoprovençal, dans les abréviations d’adjectif numéral ‹ 1ér, 1ére, 2nd, 2nda, 2émo, 3émo, ... › ;
- en galicien, dans les abréviations courantes comme ‹ Da. ›[12] ; pour les abréviations des adjectifs numeraux on n’utilise pas des lettres en exposant, mais les caractères spécifiques pour les indicateurs ordinaux : ‹ 1º, 1ª, 2º, 2ª, ... › ;
- en hongrois, parfois dans les abréviations d’adjectif numéral ‹ 1ő, 2ik, 3ik, ... ›, cependant l’orthographe officielle utilise plutôt le point abréviatif : ‹ 1., 2., etc. ›[13] ;
- en italien, dans les abréviations d’adjectif numéral ‹ 1o, 1a, ... ›[14] et d’autres abréviations courantes ;
- en monégasque, parfois dans les abréviation d’adjectif numéral ‹ 1mu, 2du, 3çu, 4tu, ... › ou ‹ Imu, IIdu, IIIçu, IVtu, ... ›.
- en néerlandais, les suffixes utilisés dans les abréviations d’adjectif numéral sont parfois mis en exposant, ‹ 1e, 2de, 8ste, ... ›[15] ;
- en occitan, dans les abréviations d’adjectif numéral ‹ 1èr, 1èra, 2nd, 2nda, 3en, 3ena, ... › ;
- en portugais, dans les courantes comme professora ‹ Prof.a › ; pour les abréviations des adjectifs numeraux on n’utilise pas des lettres en exposant, mais les caractères spécifiques pour les indicateurs ordinaux : ‹ 1.º, 1.ª, 2.º, 2.ª, ... ›[16].

Certaines langues utilisent les lettres supérieures comme lettres distinctes de leurs alphabets, comme :
- ‹ ʰ ›, la lettre modificative h ;
- ‹ ⁿ ›, la lettre modificative n ;
- ‹ ᵘ ›, la lettre modificative u ;
- ‹ ᵛ ›, la lettre modificative v ;
- ‹ ʷ ›, la lettre modificative w ;
- ‹ ʸ ›, la lettre modificative y ;
- ‹ ᶻ ›, la lettre modificative z ;
- ‹ ᶿ ›, la lettre modificative thêta ;
- ‹ ᵸ ›, la lettre modificative enne.

## En signalétique

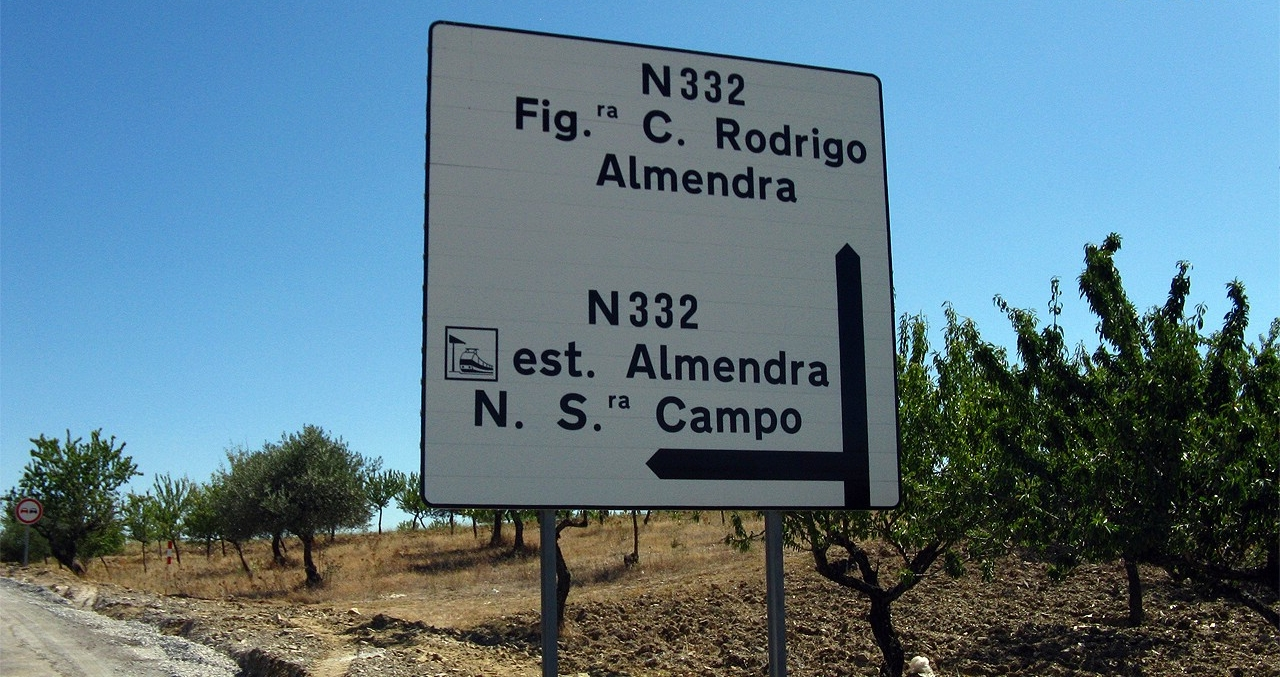
Panneau de signalisation, près de Vila Nova de Foz Côa au Portugal, indiquant la direction pour Fig.a C. Rodrigo (Figueira de Castelo Rodrigo) ou N. S.a Campo (Nossa Senhora no Campo),

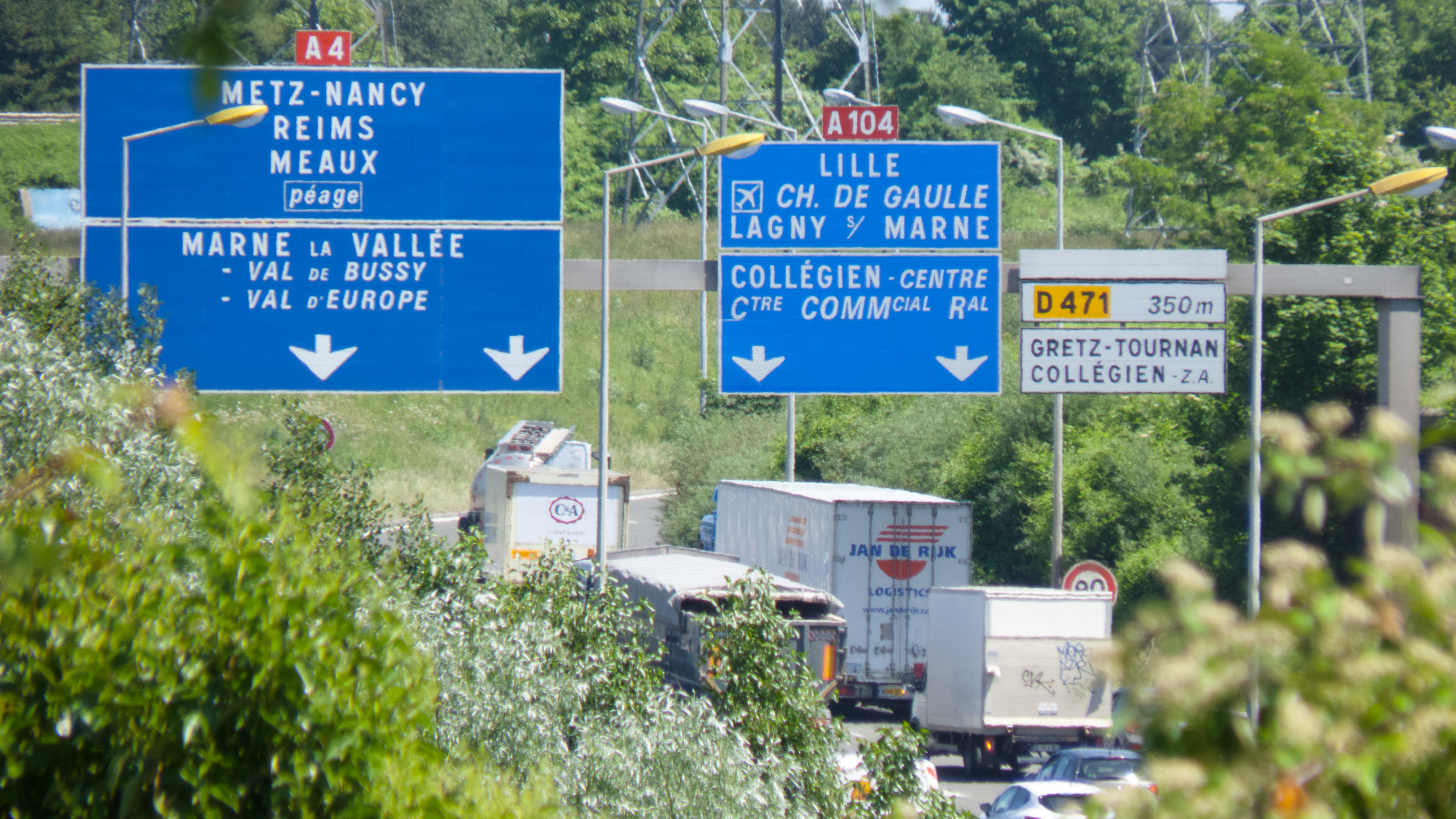
Panneau de signalisation en France, avec les abréviation s/ (sur), ctre (centre), commcial (commercial) et ral (régional).

La signalisation routière, ou encore les cartes, utilisent plusieurs abréviations terminées avec des lettres en exposant — notamment en France et au Portugal.

## En physique et chimie
L'exposant est utilisé dans une formule chimique pour représenter la charge électrique d'un ion ou d'une particule subatomique. Par exemple, l'ion sodium est noté Na+ et l'ion sulfate, SO42− (il porte deux charges négatives, on lit « S O 4 deux moins ») ; l'électron est noté e− et le positron, son antiparticule de charge positive, est noté e+
On utilise aussi l'exposant, cette fois placé à gauche du symbole d'un élément chimique, pour en identifier les différents isotopes : le nombre en exposant représente alors le nombre de masse, c'est-à-dire le nombre de protons et neutrons qui composent le noyau atomique. Par exemple, le carbone 14 est noté 14C.
Pour plus de précision, on indique souvent le numéro atomique (le nombre de protons) de l'élément en indice juste en dessous de l'exposant, ce qui donne alors, toujours pour le carbone 14, {\displaystyle \mathrm {{}_{\ 6}^{14}C} }.

## En phonétique
Plusieurs transcriptions phonétiques utilisent les lettres supérieures comme symboles.
L’alphabet phonétique international utilise les lettres supérieures h, j, ɣ, ʕ, n, l, w pour l’aspiration [ʰ], la palatisation [ʲ], la vélarisation [ˠ], la pharyngalisation [ˤ], la nasalisation [ⁿ], la désocclusion latérale [ˡ] et la labialisation [ʷ].